# Liste von Nepomukstatuen

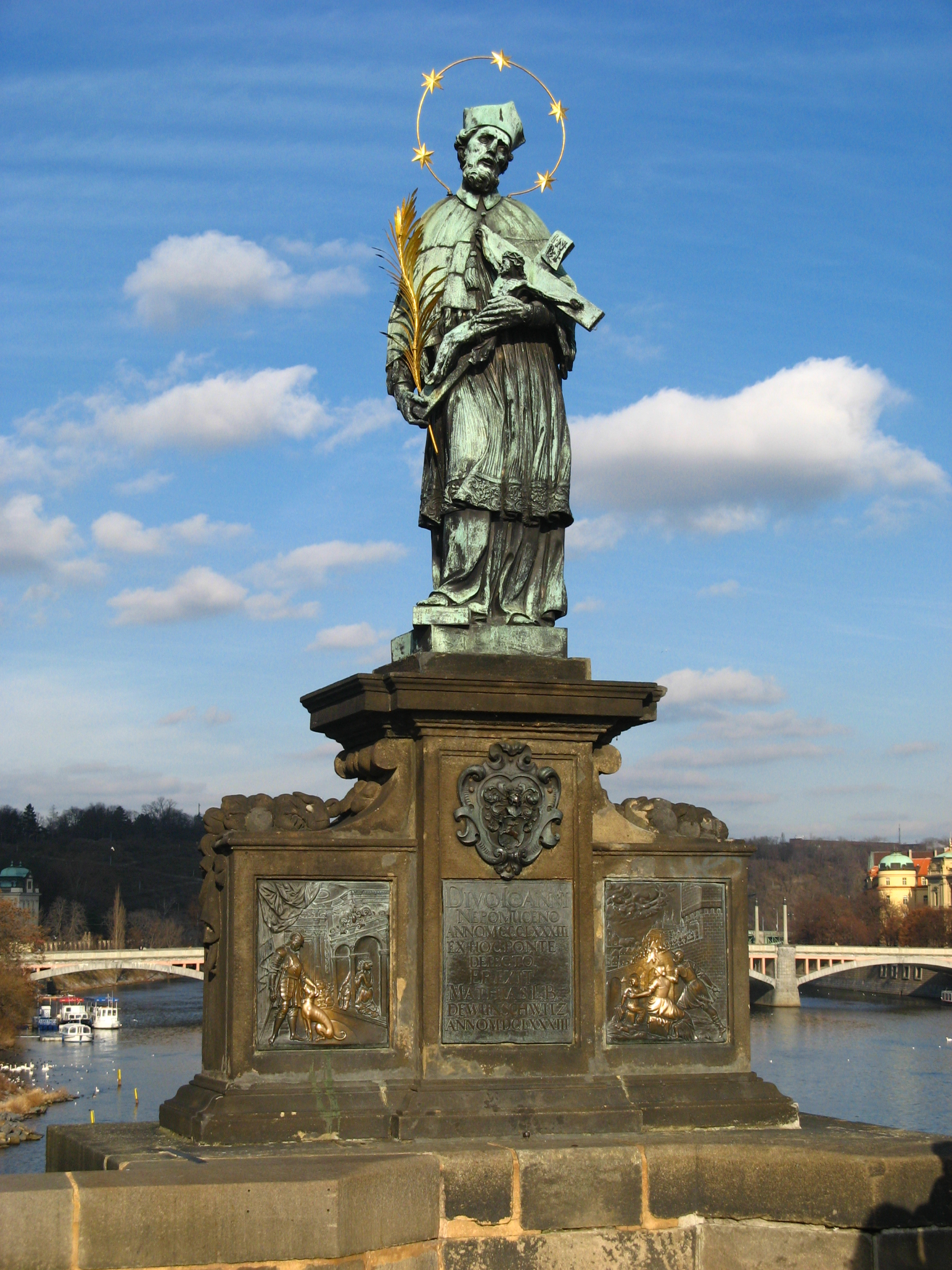
Die bekannteste Nepomukstatue befindet sich auf der Karlsbrücke in Prag an der Stelle, wo der Heilige in die Moldau gestürzt wurde. Sie wurde 1683 von Johann Brokoff geschaffen und gibt das Modell für viele spätere Statuen ab. Die Prager Statue soll am 31. August 1744 auf wundersame Weise den Kopf von der Altstadt abgewendet und zum Himmel gerichtet haben.

Dies ist eine Liste von Nepomukstatuen. Der 1729 heiliggesprochene Johannes Nepomuk wurde seit der Barockzeit vor allem in den zur Habsburgermonarchie gehörenden Gebieten außerordentlich häufig dargestellt. Nach Flurkreuzen und Mariendarstellungen sind Skulpturen des heiligen Nepomuk in katholischen Gebieten Süddeutschlands, Böhmens, Mährens und Österreichs die am häufigsten außerhalb von Kirchenbauwerken in freier Landschaft anzutreffenden christlichen Steinfiguren. Er gilt als Brückenheiliger, weshalb Nepomukstatuen häufig auf Brücken anzutreffen sind.

## Deutschland
- St.-Nepomuk-Statue (Althausen)
- St.-Nepomuk-Statue (Aschach)
- St.-Nepomuk-Statue (Aura an der Saale)
- St.-Nepomuk-Statue (Bad Brückenau)
- St.-Nepomuk-Statue (Bad Kissingen)
- St.-Nepomuk-Statue (Hammelburg)
- St.-Nepomuk-Statue in Hausen (Bad Kissingen)
- Johannes-von-Nepomuk-Statue in Rüthen[3]
- Johannes-von-Nepomuk Statue, Burg Vischering, Lüdinghausen
- Heiliger Nepomuk (Bergheim)
- Johannes-von-Nepomuk-Statue von Bert Gerresheim, Oberkasseler Brücke, Düsseldorf
- Johannes-von-Nepomuk-Statue von 1741 am Grupello-Haus, Zollstraße, Düsseldorf
- St.-Nepomuk-Statue (Elfershausen)
- St.-Nepomuk-Statue (Euerdorf)
- Johannisbrunnen (Geiselwind)
- Johann-Nepomuk-Denkmal (Gnotzheim)
- Nepomuk-Figur (Grevenbrück)
- St.-Nepomuk-Statue (Großwenkheim)
- Nepomukstatue auf der Alten Brücke in Heidelberg
- Nepomukstatue beim Inzlinger Wasserschloss
- Nepomukstatue (Kirchhausen)
- Johannes-Nepomuk-Statue (Kronach, Andreas-Limmer-Straße)
- Johannes-Nepomuk-Statue (Kronach, Schwedenstraße)
- St.-Nepomuk-Statue (Maria Bildhausen)
- Nepomukfigur (Nackenheim)
- Heiliger Johannes Nepomuk (Oer-Erkenschwick)
- Nepomukstatue (Ostbevern)
- Nepomukstatue vor dem Bürgerlichen Waisenhaus in Passau
- Nepomukstatue auf der Nepomukbrücke in Pleinfeld
- Nepomukstatue (Rheine)
- Johannes-Nepomuk-Statue (Teuschnitz)
- Brückenfiguren (Volkach)
- Nepomukstatue von 1756 auf dem Gassensteg in Wolfach
- Nepomukstatue auf der Alten Mainbrücke in Würzburg
- St.-Johannes-Nepomuk-Denkmal (Kirchheim in Schwaben)
- Nepomukstatue auf der Königssee-Insel Christlieger
- Steinfigur des Nepomuk auf der Donau-Insel Jochenstein
- Nepomukstatue auf Postament an der B6 östlich von Astenbeck
- Johannes-von-Nepomuk-Statue in Krechting (Stadtteil von Rhede) an der Brücke über die Bocholter Aa aus dem Jahr 1776 (laut Inschrift)
- Nepomukstatue auf der Steinernen Brücke über den Elbbach in Hadamar
- Johannes-Nepomuk-Statue in Aidhausen auf der Brücke in der Dalbergstraße in Friesenhausen
- Nepomukstatue auf der Ahrbrücke in Rech
- Nepomukstatue auf der Johannisbrücke in Gymnich (Erftstadt)
- Nepomukstatue von Johann Baptist Sellinger auf der Nepomukbrücke über den Neumagen in Bad Krozingen aus den Jahren 1753/1754
- St.-Nepomuk-Statue (Westheim)

## Frankreich
- Nepomukstatue in Achen, Lothringen
- Nepomukstatue in Holbach, Ortsteil von Siersthal, Lothringen
- Nepomukstatue in Meisenthal, Lothringen
- Nepomukstatue in Montbronn, Lothringen
- Nepomukstatue in Rahling, Lothringen
- Nepomukstatue in Schorbach, Lothringen[4]

## Italien
- St.-Johannes-Nepomuk-Denkmal (Sterzing) in Südtirol

## Österreich

### Oberösterreich
- Linz: am linken Aufgang zur Pöstlingbergkirche

### Salzburg
- Am Südufer des Leopoldskroner Weihers
- Auf der Nordseite der sogenannten „Nepomuk-Brücke“ im Salzburger Stadtteil Maxglan

## Polen
- Nepomukstatue (Bystrzyca Kłodzka)
- Statue des hl. Johannes von Nepomuk in Divina
- Nepomukstatue (Gliwice)
- Nepomukstatue auf dem Alten Markt in Posen
- Nepomuksäule mit zwei Engelsfiguren von 1733 neben dem Rathaus in Prudnik
- Nepomuksäule (Toszek)

## Rumänien
- Heiliger Nepomuk (Arad)
- Standbild des Heiligen Johann Nepomuk (Sibiu/Hermannstadt)
- Statue des Heiligen Nepomuk und der Maria (Timișoara)

## Slowakei
- Statue des hl. Johannes von Nepomuk in Divina

## Tschechische Republik
- Nepomukstatue auf der Karlsbrücke in Prag
- Nepomuksäule (Horní Blatná)
- Nepomukstatue in Liska (Hasel)
- Statue des St. Johann Nepomuk in der Gemeinde Černá v Pošumaví im Okres (Bezirk) Český Krumlov im Jihočeský kraj (Region), im Böhmerwald

## Ukraine
- Nepomukstraßenrandstatue in Butschatsch (1750)
- Nepomukstatue in Pidhirzi